# Парабульбарна ін'єкція
Парабульбарна ін'єкція (англ. Retrobulbar block, retrobulbar injection) — введення лікарських препаратів за допомогою ін'єкції через шкіру нижньої повіки на глибину до 1 см у направленні до екватора ока.

## Принципи парабульбарних ін'єкцій
В основі парабульбарного метода введення лежить дифузія препарату тканинами очної ямки.

### Принципи виконання
- У ряді випадків проводять одразу два проколи (наприклад при введенні анестезії) у різні ділянки ока. Другу ін'єкцію слід проводити лише, якщо одного уколу недостатньо. В противному разі підвищується ризик виникнення ускладнень, що пов'язані з анатомічними змінами після введення першої ін'єкції;
- Для уникнення ускладнень краще уникати проведення ін'єкції через верхню носову ділянку (куток ока);
- Глибина введення голки не повинна перевищувати 25 мм;
- Для уникнення больових відчуттів у пацієнта при проведенні парабульбарної ін'єкції використовувати лише тонкі голки (до 25 калібру);
- Швидкість введення анестезуючих засобів суттєво не впливає на оцінку больових відчуттів пацієнтами[2].

## Техніка виконання
Ін'єкція виконується за допомогою шприца із тонкою голкою в область під очним яблуком через зовнішній край нижньої повіки.
В Україні парабульбарні ін'єкції можуть виконуватися у таких закладах охорони здоров'я:
- районні поліклініки;
- міські поліклініки;
- обласні консультативні поліклініки;
- лікарні;
- медичні центри із відповідним ступенем акредитації.

### Техніка виконання
- Підготувати шприц із голкою дрібного калібру. Голка без гострого скосу;
- Відібрати необхдіну кількість розчину для ін'єкцій у шприц;
- Обережно відтягнути нижню повіку донизу;
- Закапати 1 краплю місцевого знеболювального у вигляді очних крапель;
- Ввести голку через нижнє повіко;
- Після введення голки порухати її в латеральних напрямках, щоб переконатися, що вона не проколола склеру (в цьому випадку латеральні рухи утруднені)[4];
- Вести голку назад та вбік не більше ніж на 24 мм, тримаючи далі від очного яблука;
- Проводити голку далі відповідно до кривизни очного яблука, щоб зріз голки був якомога ближче до задньої склери.
- Після цього вприскують розчин лікарського препарату.

Для зменшення внутрішньоочного тиску, що збільшується після уколу, слід протягом 5-10 хвилин після уколу здійснювати компресію на око за допомогою спеціальних приладів.

## Покази
Загальними призначеннями до застосування парабульбарних ін'єкцій є лікування різноманітних захворювань ока:
- запалення переднього і заднього очного відрізка;
- кератит;
- склерит;
- нейроретиніт;
- іридоцикліт;
- захворювання макули;
- патології сітківки ока;
- деякі стани органів зору при цукровому діабеті тощо.

Окремо застосовують парабульбарні ін'єкції для введення знеболюючих засобів.

## Препарати, які можливо ввести парабульбарно, та їх призначення
За допомогою парабульбарної ін'єкції можна ввести ряд лікарських засобів, які спрямовані на подолання різноманітних проблем офтальмології:
- Пептидні біорегулятори із вираженою активністю для лікування патологій сітківки ока, таких як дегенерація;
- Препарати для відновлення після проведення оперативних втручань на очах;
- Препарати для лікування глаукомної нейрооптикопатії. Зокрема, для укріплення судинних стінок, та попередження вазоспазму[6];
- Антибактеріальні засоби. Застосовуть при тяжких інфекційних запаленнях ока. Як правило, об'єм лікарського засобу (ЛЗ), який вводиться у такий спосіб, не перевищує 0,5 — 1 мл. Після ін'єкції терапевтична концентрація ЛЗ в порожнині ока значно перевищує концентрацію, що досягається при інстиляціях. Парабульбарні ін'єкції рекомендовано для лікування захворювань та травм переднього відділу ока (склериту, кератиту, іридоцикліту, периферичного увеїту);
- Противірусні препарати при інфекціях органів зору, які викликані вірусом, приклад герпесу;
- Капіляростабілізувальні засоби. Для стабілізування клітинних мембран, подовження часу згортання крові, зниження в'язкості крові, захисту сітківки. Застосовують при крововиливах, ускладненій міопії, макулярній дистрофії сухого типу тощо[7];
- Засоби, що застосовуються при судинних захворюваннях очей. Антинеоваскуляризаційні засоби.  Застосовують лікування вікової макулярної дегенерації, макулярного набряку, тромбозах вен сітківки;
- Засоби, які застосовують при розладах судин ока. Лікують набряк макули, в тому числі діабетичного походження[8];
- Препарати для лікування гемофтальмів (в тому числі для лікування проліферативної діабетичної ретинопатії);
- Глюкокортикоїди та протизапальні засоби.

## Парабульбарна анестезія
Окремий інтерес для медицини представляє напрям парабульбарної анестезії. Це введення анестезуючих лікарських засобів безпосередньо у простір за очним яблуком, парабульбарним методом. Техніка широко використовується в офтальмологічній хірургії при здійсненні операцій на очах.
Слід зазначити, що раніше поширеним методом анестезії була ретробульбарна анестезія. Наразі, деякі дослідження підтверджують, що парабульбарна анестезія є безпечнішою альтернативою. Анестетик відкладається за межами м'язового конуса, що дозволяє уникнути крововиливів та прямого пошкодження зорового нерву.
За деякими неопублікованими даними відомо, що першим застосував парабульбарну анестезію у 1970 році Кельман. Але першими повідомили про неї Davis та Mandel у 1985 році.
При введенні анестезії парабульбарно необхідно виконати дві ін'єкції в різні області ока. Останні дослідження показують, що деякі операції можна виконувати з однією ін'єкцією. Такий підхід вважається безпечнішим. Однократне введення анестетику є ефективним при процедурах, які тривають менше 3 годин. Але при складних операціях тривалистю понад 3 години доводиться робити додаткову парабульбарну ін'єкцію,

## Можливі ускладнення
Деякі ускладнення при введенні парабульбарної ін'єкції можуть виникнути через порушення техніки процесу. Серед них:
- Хімоз та високий очний тиск. Додається акінезія із втратою зору. Можуть бути наслідками використання великих об'ємів місцевого анестетика. Частіше розвивається у молодих пацієнтів через твердість тканин очних структур;[12]
- Перфорація очного яблука може статися із частотою 1/1000 випадків[13]. Її можна помітити, якщо під час введення яблуко стає м'яким. Частіше трапляється у пацієнтів з міопією;
- введення анестетика у судину або спинномозкову рідину, що проявляється судомами, колапсами кровообігу, порушенням свідомості[14].
- пошкодження зорового нерву. Може статися через пряме пошкодження нерву або кровоносних судин;
- окулокардіальний рефлекс. Пов'язаний зі спричиненням тиску на очне яблуко. Проявляється як аритмія та брадикардія;

Рідко трапляється набряк легенів та алергічні реакції, механізм цих явищ відносно парабульбарної ін'єкції вивчений недостатньо.
Щоб уникнути ускладнень при введенні парабульбарних ін'єкцій, слід дотримуватися основних принципів техніки введення. Додатковим заходом безпеки може бути паралельне виконання сонографії разом з ін'єкцією, що дає змогу бачити візуально введення голки. Але поки що широкого застосування такий підхід не отримав.